# 杜氏鱭
杜氏鱭（学名：Coilia dussumieri）為輻鰭魚綱鲱形目鳀科的其中一種，分布於印度西太平洋區，包括巴基斯坦、印度、孟加拉、緬甸、印尼、馬來西亞、泰國、新加坡及越南等海域，棲息深度可達50公尺，本魚從頭向尾部逐漸變細，腹部圓潤，上頷短，胸鰭鰭條細長，有6個長的細絲，體具有黑色細點，臀鰭長，並與尾鰭相連，尾鰭短小，臀鰭軟條80條，體長可達20公分，棲息在河口或沿海，可以容忍鹽度的變化，可作為食用魚。

## 擴展閱讀
維基物種上的相關：杜氏鱭